# Южен пътен възел (Велико Търново)
Южен пътен възел е пътен възел в южната част на Велико Търново, на който се пресичат Републикански път I-4“ и Републикански път I-5 и булевард Христо Ботев). Това пътно съоръжение, е най-голямото в Северна България. Към него принадлежат 163 метров дъгов мост с три арки, подпорни стени с дължина 1239 м, два подлеза, два надлеза, и девет есктакади.

## История
Строителството на южния пътен възел започва през 1979 година. Обектът официално е откриван два пъти първо на – 17 септември 1998 г. Открити нормативни и конструктивни нередности, водят до допълнителни ремонти и допълнителното му откриване на 3 ноември 2000 г. В изграждането му, са вложение над 40 млн. лева.
. 